# Mistrzostwa Świata we Wspinaczce Sportowej 1995
Mistrzostwa Świata we Wspinaczce Sportowej 1995 – 3. edycja mistrzostw świata we wspinaczce sportowej, która odbyła się w dniu 6 maja 1995 w szwajcarskim mieście Genewie. Podczas zawodów wspinaczkowych zawodnicy i zawodniczki rywalizowali w 4 konkurencjach. Polka Renata Piszczek zdobyła brązowy medal we wspinaczce na czas (obroniła medal i miejsce z mistrzostw świata 1993 z Innsbrucka).

## Konkurencje
Mężczyźni
- prowadzenie i wspinaczka na czas

Kobiety
- prowadzenie i wspinaczka na czas

## Uczestnicy
Zawodnicy i zawodniczki podczas zawodów wspinaczkowych w 1995 roku rywalizowali w 4 konkurencjach. Łącznie do mistrzostw świata zgłoszonych zostało 159 wspinaczy (każdy zawodnik miał prawo startować w każdej konkurencji o ile do niej został zgłoszony i zaakceptowany przez IFCS oraz organizatora zawodów).
| Lp.   |           | ↓ Uczestnicy – konkurencje → |     | prowadzenie | na czas |
| ----- | --------- | ---------------------------- | --- | ----------- | ------- |
| 1.    | Mężczyźni | 79                           | 22  |             |         |
| 2.    | Kobiety   | 47                           | 11  |             |         |
| Razem | Razem     | Razem                        | 126 | 33          |         |

### Reprezentacja Polski
- Kobiety:
  - w prowadzeniu; Renata Piszczek była 39, a Urszula Wróbel zajęła 45 miejsce,
  - we wspinaczce na czas; Renata Piszczek była sklasyfikowana na 3 miejscu.
- Mężczyźni:
  - w prowadzeniu; Grzegorz Kimla i Sebastian Zasadzki sklasyfikowani zostali na miejscu 47-50, a Tomasz Oleksy był 75,
  - we wspinaczce na czas; Tomasz Oleksy był sklasyfikowany na 5-6 miejscu.

## Medaliści
| Konkurencja  | Złoto                                | Srebro                   | Brąz                                   |
| ------------ | ------------------------------------ | ------------------------ | -------------------------------------- |
| Mężczyźni    |                                      |                          |                                        |
| prowadzenie  | Francja · François Legrand           | Francja · Arnaud Petit   | Szwajcaria · Elie Chevieux             |
| wsp. na czas | Ukraina · Andrij Wedenmiejer         | Czechy · Milan Benian    | Rosja · Władimir Niecwietajew-Dołgalow |
| Kobiety      |                                      |                          |                                        |
| prowadzenie  | Stany Zjednoczone · Robyn Erbesfield | Francja · Laurence Guyon | Francja · Liv Sansoz                   |
| wsp. na czas | Francja · Natalie Richer             | Francja · Cécile Avezou  | Polska · Renata Piszczek               |

## Wyniki

### Prowadzenie
| Mężczyźni | Mężczyźni             | Mężczyźni  |
| --------- | --------------------- | ---------- |
| Miejsce   | Zawodnik              | Państwo    |
| złoto     | François Legrand      | Francja    |
| srebro    | Arnaud Petit          | Francja    |
| brąz      | Elie Chevieux         | Szwajcaria |
| 4         | François Coffy        | Francja    |
| 5         | François Lombard      | Francja    |
| 6         | Jean-Baptiste Tribout | Francja    |
| 7         | Frédéric Coroller     | Francja    |
| 8         | Jewgienij Owczinnikow | Rosja      |
| 9         | Marek Havlík          | Czechy     |
| 10        | Stefan Fürst          | Austria    |
| 10        | François Petit        | Francja    |
| 10        | Pawieł Samoilin       | Rosja      |

| Kobiety | Kobiety             | Kobiety           |
| ------- | ------------------- | ----------------- |
| Miejsce | Zawodniczka         | Państwo           |
| złoto   | Robyn Erbesfield    | Stany Zjednoczone |
| srebro  | Laurence Guyon      | Francja           |
| brąz    | Liv Sansoz          | Francja           |
| 4       | Muriel Sarkany      | Belgia            |
| 5       | Marie Guillet       | Francja           |
| 6       | Marietta Uhden      | Niemcy            |
| 7       | Jelena Owczinnikowa | Stany Zjednoczone |
| 8       | Natalie Richer      | Francja           |
| 9       | Angela Striecks     | Niemcy            |
| 10      | Wiera Czereszniewa  | Rosja             |

### Wspinaczka na czas
| Mężczyźni | Mężczyźni                      | Mężczyźni       |
| --------- | ------------------------------ | --------------- |
| Miejsce   | Zawodnik                       | Państwo         |
| złoto     | Andrij Wedenmiejer             | Ukraina         |
| srebro    | Milan Benian                   | Czechy          |
| brąz      | Władimir Niecwietajew-Dołgalow | Rosja           |
| 4         | Jewhen Krywoszejcew            | Ukraina         |
| 5         | Tomasz Oleksy                  | Polska          |
| 5         | Johnny Schelker                | Szwajcaria      |
| 7         | Neil Carson                    | Wielka Brytania |
| 7         | Milen Videnovski               | Bułgaria        |
| 9         | Nenco Dunev                    | Bułgaria        |
| 10        | Vili Gucek                     | Słowenia        |

| Kobiety | Kobiety         | Kobiety         |
| ------- | --------------- | --------------- |
| Miejsce | Zawodniczka     | Państwo         |
| złoto   | Natalie Richer  | Francja         |
| srebro  | Cécile Avezou   | Francja         |
| brąz    | Renata Piszczek | Polska          |
| 4       | Tatjana Rujga   | Rosja           |
| 5       | Anne Arran      | Wielka Brytania |
| 5       | Felicity Butler | Wielka Brytania |
| 5       | Metka Lukančič  | Słowenia        |
| 5       | Irina Zajcewa   | Rosja           |
| 9       | Martina Čufar   | Słowenia        |
| 10      | Elena Cioroianu | Rumunia         |

## Klasyfikacja medalowa
* Organizator zawodów został zaznaczony tym kolorem, Polskę  oznaczono tekstem pogrubionym.
|                   |                   |                   |                   |   |   |   |    |   |   |   |   |   |   |
| 1                 | Francja           | 2                 | 3                 | 1 | 6 | 1 | 1  | 0 | 1 | 2 | 1 |   |   |
| 2                 | Stany Zjednoczone | 1                 | 0                 | 0 | 1 | 0 | 0  | 0 | ! | 0 | 0 |   |   |
| 2                 | Ukraina           | 1                 | 0                 | 0 | 1 | 1 | 0  | 0 | 0 | 0 | 0 |   |   |
| 4                 | Czechy            | 0                 | 1                 | 0 | 1 | 0 | 1  | 0 | 0 | 0 | 0 |   |   |
| 5                 | Polska            | 0                 | 0                 | 1 | 1 | 0 | 0  | 0 | 0 | 0 | 1 |   |   |
| 5                 | Rosja             | 0                 | 0                 | 1 | 1 | 0 | 0  | 1 | 0 | 0 | 0 |   |   |
| 5                 | Szwajcaria        | 0                 | 0                 | 1 | 1 | 0 | 0  | 1 | 0 | 0 | 0 |   |   |
| 5                 |                   |                   |                   |   |   |   |    |   |   |   |   |   |   |
| Ogółem (7 państw) | Ogółem (7 państw) | Ogółem (7 państw) | Ogółem (7 państw) | 4 | 4 | 4 | 12 | 2 | 2 | 2 | 2 | 2 | 2 |

Źródło: